# ハロー カゲロウ
「ハロー カゲロウ」は、GReeeeNの31枚目のシングル。ZEN MUSICから2018年2月7日に発売された。

## 概要
- 表題曲である「ハロー カゲロウ」は、フジテレビ系平昌オリンピック中継テーマソングとなっている[1]。
- 曲についてメンバーは「全てをかけてきた日々　夢と現実の間に立ちはだかった壁に　もがき、あがき、傷ついてきた。それでも、一歩ずつ前進する人がいる。自分を信じながら、自分をはげましながら。そういう人だけが持つことができる羽がある。薄くてはかなくて、か弱いけれども、翔ぶことができるかもしれない。その瞬間の笑顔や涙が、応援する側にも羽を与えてくれる。エールや祈りにカタチはないけど。きっと、その想いがカゲロウの羽になる。一歩も引かずに挑む方々の　お守りになれればいいなと思い、作った曲です。全てのその瞬間を迎えた方々に、ハロー カゲロウ。」とコメントしている[1]。
- カップリング曲の「アリアリガトウ」は、損保ジャパン日本興亜企業CM「傘の花」に使用されている[2]。
- 曲について「自分が気づかない誰かの優しさ、そんな「本当」に日々囲まれ、毎日が過ぎていく。だからきっとどんな時も、ずっと「ありがとう」で溢れてるんですが、言い切れないので『many アリアリガトウ』って言ってみたものの、それでも言い切れてなさそうですね！見えない形だとしても優しさはきっといつもある、毎日に『many アリアリガトウ』の灯を！」とコメントを寄せている[3]。

## ミュージックビデオ
- イラストレーターのみっ君によるイラストを使用したモーションコミックで描かれたストーリーとなっている[4]。
- テーマは「想いの連鎖」となっており、「誰かが羽ばたく姿を見て、自分にも羽があることに気付いてもらいたい」というメッセージが込められている[5]。
- アリアリガトウにもキャンペーンビデオが存在している[6]。

## 収録曲
全作詞・作曲 : GReeeeN
1. ハロー カゲロウ [4:29]
  - フジテレビ系 平昌オリンピック 中継 テーマソング
  - whiteeeenのhimaがコーラスとして参加。
  - 編曲・JIN、釣俊輔
2. アリアリガトウ [3:15]
  - 損保ジャパン日本興亜「傘の花｣ CM ソング
  - 編曲・高田翼

## 収録アルバム
- うれD（#1,2）